# Chicago Film Critics Association Award per il miglior attore non protagonista
Il Chicago Film Critics Association Award per il miglior attore non protagonista (CFCA for Best Supporting Actor) è una categoria di premi assegnata dalla Chicago Film Critics Association, per il miglior attore non protagonista dell'anno.
A differenza di altri tipi di premi, essa è stata consegnata ininterrottamente dal 1989 in poi.

## Vincitori e candidati
I vincitori sono indicati in grassetto, con a seguire gli eventuali altri candidati.

### Anni 1980
- 1988
  - Martin Landau - Tucker - Un uomo e il suo sogno (Tucker, the Man and His Dream)
- 1989
  - Danny Aiello - Fa' la cosa giusta (Do the Right Thing)

### Anni 1990
- 1990
  - Joe Pesci - Quei bravi ragazzi (Goodfellas)
- 1991
  - Harvey Keitel - Bugsy
- 1992
  - Jack Nicholson - Codice d'onore (A Few Good Men)
- 1993
  - Ralph Fiennes - Schindler's List - La lista di Schindler (Schindler's List)
- 1994
  - Martin Landau - Ed Wood
- 1995
  - Kevin Spacey - I soliti sospetti (The Usual Suspects)
  - Don Cheadle - Il diavolo in blu (Devil in a Blue Dress)
  - Gene Hackman - Get Shorty
  - Ed Harris - Apollo 13
  - Delroy Lindo - Clockers
- 1996
  - Cuba Gooding Jr. - Jerry Maguire
  - Steve Buscemi - Fargo
  - Nathan Lane - Piume di struzzo (The Birdcage)
  - Edward Norton - Schegge di paura (Primal Fear)
  - James Woods - L'agguato - Ghosts from the Past (Ghosts of Mississippi)
- 1997
  - Burt Reynolds - Boogie Nights - L'altra Hollywood (Boogie Nights)
  - Robert Forster - Jackie Brown
  - Anthony Hopkins - Amistad
  - Greg Kinnear - Qualcosa è cambiato (As Good as It Gets)
  - Kevin Spacey - L.A. Confidential
- 1998
  - Billy Bob Thornton - Soldi sporchi (A Simple Plan)
  - Michael Caine - Little Voice - È nata una stella (Little Voice)
  - Robert Duvall - A Civil Action
  - Bill Murray - Rushmore
  - Nick Nolte - La sottile linea rossa (The Thin Red Line)
- 1999
  - Tom Cruise - Magnolia
  - Michael Clarke Duncan - Il miglio verde (The Green Mile)
  - John Malkovich - Essere John Malkovich (Being John Malkovich)
  - Haley Joel Osment - Il sesto senso (The Sixth Sense)
  - Christopher Plummer - Insider - Dietro la verità (The Insider)

### Anni 2000
- 2000
  - Benicio del Toro - Traffic
  - Jack Black - Alta fedeltà (High Fidelity)
  - Willem Dafoe - L'ombra del vampiro (Shadow of the Vampire)
  - Albert Finney - Erin Brockovich - Forte come la verità (Erin Brockovich)
  - Philip Seymour Hoffman - Quasi famosi (Almost Famous)
- 2001
  - Steve Buscemi - Ghost World
  - Ben Kingsley - Sexy Beast - L'ultimo colpo della bestia (Sexy Beast)
  - Jude Law - A.I. - Intelligenza artificiale (Artificial Intelligence: A.I.)
  - Tony Shalhoub - L'uomo che non c'era (The Man Who Wasn't There)
  - Jon Voight - Alì (Ali)
- 2002
  - Dennis Quaid - Lontano dal Paradiso (Far from Heaven)
  - Chris Cooper - Il ladro di orchidee (Adaptation.)
  - Willem Dafoe - Auto Focus
  - Alfred Molina - Frida
  - Paul Newman - Era mio padre (Road to Perdition)
- 2003
  - Tim Robbins - Mystic River
  - Sean Astin - Il Signore degli Anelli - Il ritorno del re (The Lord of the Rings: The Return of the King)
  - Alec Baldwin - The Cooler
  - Benicio del Toro - 21 grammi (21 Grams)
  - Peter Sarsgaard - L'inventore di favole (Shattered Glass)
  - Andy Serkis - Il Signore degli Anelli - Il ritorno del re (The Lord of the Rings: The Return of the King)
- 2004
  - Thomas Haden Church - Sideways - In viaggio con Jack (Sideways)
- 2005
  - Mickey Rourke - Sin City
  - Matt Dillon - Crash - Contatto fisico (Crash)
  - Paul Giamatti - Cinderella Man - Una ragione per lottare (Cinderella Man)
  - Jake Gyllenhaal - I segreti di Brokeback Mountain (Brokeback Mountain)
  - Terrence Howard - Crash - Contatto fisico (Crash)
  - Donald Sutherland - Orgoglio e pregiudizio (Pride & Prejudice)
- 2006
  - Jackie Earle Haley - Little Children
  - Ben Affleck - Hollywoodland
  - Eddie Murphy - Dreamgirls
  - Jack Nicholson - The Departed - Il bene e il male (The Departed)
  - Brad Pitt - Babel
  - Michael Sheen - The Queen - La regina (The Queen)
- 2007
  - Javier Bardem - Non è un paese per vecchi (No Country for Old Men)
  - Casey Affleck - L'assassinio di Jesse James per mano del codardo Robert Ford (The Assassination of Jesse James by the Coward Robert Ford)
  - Philip Seymour Hoffman - La guerra di Charlie Wilson (Charlie Wilson's War)
  - Hal Holbrook - Into the Wild - Nelle terre selvagge (Into the Wild)
  - Tom Wilkinson - Michael Clayton
- 2008
  - Heath Ledger - Il cavaliere oscuro (The Dark Knight) – postumo
  - Robert Downey Jr. - Tropic Thunder
  - Philip Seymour Hoffman - Il dubbio (Doubt)
  - Bill Irwin - Rachel sta per sposarsi (Rachel Getting Married)
  - Michael Shannon - Revolutionary Road
- 2009
  - Christoph Waltz - Bastardi senza gloria (Inglourious Basterds)
  - Peter Capaldi - In the Loop
  - Woody Harrelson - Oltre le regole - The Messenger (The Messenger)
  - Christian McKay - Me and Orson Welles
  - Stanley Tucci - Amabili resti (The Lovely Bones)

### Anni 2010
- 2010
  - Christian Bale - The Fighter
  - Andrew Garfield - The Social Network
  - John Hawkes - Un gelido inverno (Winter's Bone)
  - Mark Ruffalo - I ragazzi stanno bene (The Kids Are All Right)
  - Geoffrey Rush - Il discorso del re (The King's Speech)
- 2011
  - Albert Brooks - Drive
  - Nick Nolte - Warrior
  - Patton Oswalt - Young Adult
  - Brad Pitt - The Tree of Life
  - Christopher Plummer – Beginners
- 2012
  - Philip Seymour Hoffman - The Master
  - Jason Clarke - Zero Dark Thirty
  - Leonardo DiCaprio - Django Unchained
  - Dwight Henry - Re della terra selvaggia (Beasts of the Southern Wild)
  - Tommy Lee Jones - Lincoln
- 2013
  - Jared Leto - Dallas Buyers Club
  - Barkhad Abdi - Captain Phillips - Attacco in mare aperto (Captain Phillips)
  - Michael Fassbender - 12 anni schiavo (12 Years a Slave)
  - James Franco - Spring Breakers - Una vacanza da sballo (Spring Breakers)
  - James Gandolfini - Non dico altro (Enough Said)
- 2014
  - J. K. Simmons - Whiplash
  - Josh Brolin - Vizio di forma (Inherent Vice)
  - Ethan Hawke - Boyhood
  - Edward Norton - Birdman
  - Mark Ruffalo - Foxcatcher - Una storia americana (Foxcatcher)
- 2015
  - Benicio del Toro - Sicario
  - Sam Elliott - Grandma
  - Mark Rylance - Il ponte delle spie (Bridge of Spies)
  - Michael Shannon - 99 Homes
  - Sylvester Stallone - Creed - Nato per combattere (Creed)
- 2016
  - Mahershala Ali - Moonlight
  - Alden Ehrenreich - Ave, Cesare! (Hail, Caesar!)
  - Ben Foster - Hell or High Water
  - Lucas Hedges - Manchester by the Sea
  - Trevante Rhodes - Moonlight
  - Michael Shannon - Animali notturni (Nocturnal Animals)
- 2017
  - Willem Dafoe - Un sogno chiamato Florida (The Florida Project)
  - Armie Hammer - Chiamami col tuo nome (Call Me by Your Name)
  - Jason Mitchell - Mudbound
  - Sam Rockwell - Tre manifesti a Ebbing, Missouri (Three Billboards Outside Ebbing, Missouri)
  - Michael Stuhlbarg - Chiamami col tuo nome (Call Me by Your Name)
- 2018
  - Richard E. Grant - Copia originale (Can You Ever Forgive Me?)
  - Mahershala Ali - Green Book
  - Timothée Chalamet - Beautiful Boy
  - Michael B. Jordan - Black Panther
  - Steven Yeun - Burning (Beoning)
- 2019
  - Brad Pitt - C'era una volta a... Hollywood (Once Upon a Time... in Hollywood)
  - Tom Hanks - Un amico straordinario (A Beautiful Day in the Neighborhood)
  - Shia LaBeouf - Honey Boy
  - Al Pacino - The Irishman
  - Joe Pesci - The Irishman

### Anni 2020
- 2020[1][2]
  - Paul Raci - Sound of Metal
  - Chadwick Boseman - Da 5 Bloods - Come fratelli (Da 5 Bloods) – postumo
  - Bill Murray - On the Rocks
  - Leslie Odom Jr. - Quella notte a Miami... (One Night in Miami...)
  - David Strathairn - Nomadland
- 2021[3][4]
  - Kodi Smit-McPhee - Il potere del cane (The Power of the Dog)
  - Bradley Cooper - Licorice Pizza
  - Colman Domingo - Zola
  - Mike Faist - West Side Story
  - Jeffrey Wright - The French Dispatch of the Liberty, Kansas Evening Sun

- 2022[5][6]
  - Jonathan Ke Quan - Everything Everywhere All at Once
  - Brendan Gleeson - Gli spiriti dell'isola (The Banshees of Inisherin)
  - Brian Tyree Henry - Causeway
  - Barry Keoghan - Gli spiriti dell'isola (The Banshees of Inisherin)
  - Mark Rylance - Bones and All

- 2023[7][8]
  - Charles Melton – May December
  - Robert Downey Jr. – Oppenheimer
  - Ryan Gosling – Barbie
  - Glenn Howerton – BlackBerry
  - Mark Ruffalo – Povere creature! (Poor Things)
- 2024[9]
  - Kieran Culkin – A Real Pain
  - Jurij Borisov – Anora
  - Clarence Maclin – Sing Sing
  - Guy Pearce – The Brutalist
  - Adam Pearson – A Different Man